# Гнатків
Гнатків — село в Україні, у Томашпільській селищній громаді Тульчинського району Вінницької області. Населення становить 1932 осіб.
В селі існує аматорський футбольний клуб «Темп», який виступає у першості Тульчинського району Вінницької області з футболу.

## Географія
Селом протікає річка Шахтанія, права притока Яланки.

## Місцевості села
Навколо села простягалися землі, які колись належали гнатківським поміщикам. Це були місцини: Долинки, Підмети, Куцький садок, Озеро, Штани, Бадьорне, Воловські кринички, Баюра, Копанки, Трачарня.
В межах села окремі вулиці колись мали свої назви. Це насамперед: Велика Команівка, Мала Команівка, Велика Гора і Мала Гора, Огруд.
За межами орних земель були й такі ділянки які мало використовувались в землеробстві. Вони теж мали свої назви — Корчики, Щовб, Ксеньове, Марцінкова долина. Найбільшими урочищами в селі є урочище Запуст та Юрашка.
За 3 км. Від села протікає річка Русава яка в межах нашого села має протяжність 2 км. До села прилягає 314 га. лісу: Томашпільський, Вилянський, Попів, Стінянський, Клембівський .

## Історія

### Походження назви села Гнатків
Легенда про заснування села Гнатків говорить таке: на цій місцевості, де наше село, був густий дрімучий ліс, який проходив від сучасної станції Вапнярка аж до річки Дніпро. Не було тоді доріг, а була вузька покручена просіка, по якій ватагами рухались війська Речі Посполитої. Польські пани, які на той час захопили всю Правобережну Україну, були найлютішими ворогами українського народу, створюючи над ним економічний та національний гніт Від сваволі польських панів почали тікати українці в "Дике поле « — на південний схід України — до порогів Дніпра. Такі втікачі почали називатися „ козаками“, тобто вільними. Козаки поселялися на острові Хортиця (на Дніпрі), де й створили свій орган самоуправління — Запорізьку Січ. Маючи добре організоване козацьке військо, запорозькі козаки вирушили на боротьбу з польськими панами, знищуючи їх. Один із загонів на чолі з двадцятирічним козаком Гнатом Голим. Він мав завдання переслідувати війська, розбиті під Брацлавом, у напрямку від сучасної Вапнярки до Дністра. Переслідуючи недобитки польських військ, Гнат Голий дійшов до цього місця, де зараз наше село, зупинившись на відпочинок саме тут, де тепер кладовище. Але тут трапилося лихо. На загін Гната Голого нападають поляки. Загін весь був знищений, а Гнат стікаючи кров'ю, заховався у густому лісі. Лише на третій день знайшла Гната вдова лісника Сузана і забрала його до себе в дім. Вилікувавшись у Сузани, Гнат одружився з її дочкою, Оксаною. На пропозицію Сузани, щоб жити в цьому ж хуторі, Гнат відповів: „Я збудую хату там, де поляки пролили кров мою і знівечили мене“. Далі легенда розповідає, що Гнат з Оксаною мали 6 синів, яким збудували хати навколо своєї господи. А сини Гната одружились на дівчатах з сусіднього села Янгород, тобто сучасного села Стіни. Так створився хутір, який почав носити назву від імені свого засновника Гната — Гнатківка. Хутір незабаром розрісся в селище, яке в 1653 році було названо і зареєстровано в списки під назвою села Гнатків.

### Історія села
В 1670 р. була збудована дерев'яна церква, яка проіснувала 200 років, тобто до 1870 р. На місці старої церкви (в садибі Бурдинюк Фросини Максимівни) залишився пам'ятник хрест. Наше село з 1653 до 1861 р. тобто до дня скасування кріпосного права, 4 рази горіло і 4 рази відновлювалося.
Життя селян було важким. Благоустрій села влаштовувався, в основному, за кошти самих селян, у тому числі й освіта. Не покращилось життя селян і після реформи 1861 р. В книзі Гульдмана В.К. Подільська губернія, 1889 р. зазначається що в Гнаткові було 279 дворян та 2635 жителів. Та ось настав 1905 р. в Росії почалася революція, яка, у повному розумінні, не докотилась до Гнаткова. Але люди ходили, переповідали про події 1905 р. І ось знову зібралась сходка, яка відправляє „ходаків“ — Коваля Прокопія Тимофійовича і Олійника Феодосія — до царя по землю.» Ходаків " цар Микола 2 прийняв. Але замість землі цар прислав прапор «союзу руського» — чорносотенного союзу, як знак придушення революції 1905 р. До чорносотенного союзу була втягнута і частина несвідомих селян нашого села. Селяни зрозуміли, що землю можна отримати тільки тоді, коли її насильно відняти у поміщиків. В Росії знову почала підніматися хвиля революції. Більшовики, очолені Леніним, почали готувати трудящих Росії до повалення влади поміщиків і капіталістів. Докотилась хвиля революції і до нашого села. Селяни раділи, що скоро отримають землю, відібрану у поміщиків. Велику роль в організації селян села Гнаткова на боротьбу з поміщиками відіграв сільський учитель Стефан Євдокимович Височин, який доводив палке більшовицьке слово до селян. Настав лютий 1917 року… Самодержавство було повалене, але землі селяни не отримали. 
7 (20) листопада 1917 року, відповідно до Третього Універсалу Української Центральної Ради, увійшло до складу Української Народної Республіки.
Розпочалася громадянська війна. Наші односельчани взяли активну участь в боротьбі за краще майбутнє. Найактивнішими із них були І. І. Чорний, В. Р. Штифурко. Вони віддали своє життя за справу, у яку вірили.
На початку 1928 р. в умовах надзвичайних заходів з ліквідації «кризи хлібозаготівель» Сталін висунув лозунг суцільної колективізації. Розпочалася колективізація і в нашому селі Гнаткові. На території села було утворено два колгоспи — «Червоний партизан» та колгосп ім. Ворошилова. Для селян розпочалося нове життя. Створивши колгоспи, держава установила над ним контроль. Життя людей у колгоспі було дуже важким. У надзвичайно складних умовах трудящі нашого села стали на порозі Другої Світової війни.
У роки війни територія нашого села була окупована румунськими військами. Найкращі сини і дочки були мобілізовані до лав Червоної Армії. У боях з німецькими окупантами вони проявили мужність і відвагу. Багато воїнів — односельчан з війни не повернулись. Вони віддали своє життя за Батьківщину.
Війна принесла жителям села багато горя. На фронт було мобілізовано 514 жителів села, 208 навіки залишились на полі бою. Багато скалічених воїнів помирали вдома в перші роки після війни. Фронтовикам вдома випало відновлювати зруйноване війною господарство, будувати, прикрашати своє рідне село.
12 червня 2020 року, відповідно до Розпорядження Кабінету Міністрів України від  № 707-р «Про визначення адміністративних центрів та затвердження територій територіальних громад Вінницької області», увійшло до складу Томашпільської селищної громади.
19 липня 2020 року, в результаті адміністративно-територіальної реформи та ліквідації  Томашпільського району, увійшло до складу новоутвореного Тульчинського району.

## Населення

### Мова
Розподіл населення за рідною мовою за даними перепису 2001 року:
| Мова            | Кількість | Відсоток |
| --------------- | --------- | -------- |
| українська      | 1918      | 99.28%   |
| російська       | 10        | 0.52%    |
| румунська       | 3         | 0.16%    |
| інші/не вказали | 1         | 0.04%    |
| Усього          | 1932      | 100%     |

## Інфраструктура
Нині в селі діють академічний ліцей, дитячий садок «Колосочок», бібліотека, Будинок культури, поштове відділення, відділення Укртелекому, районний реабілітаційний центр, безліч магазинів Камелія, Вікторія та Апельсин, аптека.

## Відомі люди
- Бабій Іван Петрович (* 1934) — український історик, краєзнавець, педагог.
- Звання «Заслужений агроном України» за багаторічну сумлінну працю, любов до землі удостоєний Юрій Василь Павлович.
- Великий внесок в розбудову господарства зробив Олійник Микола Андріянович, який очолював колгосп 20 років.
- Волошин Андрій Михайлович — заслужений економіст України, заступник голови правління Укоопспілки, начальник Управління методології, бухгалтерського обліку, контролю, звітності і корпоративних прав, Фінансовому департаменту Укоопспілки, голова Ревізійної комісії Укоопспілки.
- Гринчук Петро Павлович — доктор фізико-математичних наук
- Лукіянчин Анатолій Миколайович — народний майстер, різьбяр по дереву. Нині працює над різьбленням іконостасів.